# Асланова, Замина Сардар кызы
Замина Сардар кызы Асланова (азерб. Zəminə Sərdar qızı Aslanova; 1 июня 1940, Галагайын, Сабирабадский район — 23 июня 2019, там же) — советский азербайджанский хлопковод, Герой Социалистического Труда (1980).

## Биография
Родилась 1 июня 1940 в семье крестьянина в селе Калагаин Сабирабадского района Азербайджанской ССР.
Окончила Азербайджанский сельскохозяйственный институт.
Начала трудовую деятельность рядовой колхозницей в 1960 году в колхозе имени 26 бакинских комиссаров Сабирабадского района, а с 1963 года бригадир этого же колхоза. До начала руководства Аслановой, площадь посева не превышала 55-60 гектаров, а урожайность была в пределах 30-32 центнеров с гектара, но после заметна выросла, в 1972 году бригада собрала 35 центнеров хлопка с каждого гектара, получив самый высокий урожай в районе в 1972 году, и уже к 1982 году хлопком была засеяна площадь в 150 гектаров и урожайность достигла 58,3 центнеров с каждого гектара, а каждый поливной гектар дал 1782 рубля чистой прибыли.
Указом Президиума Верховного Совета СССР от 7 марта 1980 года за выдающиеся успехи, достигнутые во Всесоюзном социалистическом соревновании, проявленную трудовую доблесть в выполнении планов и социалистических обязательств по увеличению производства и продажи государству хлопка, овощей и других продуктов земледелия в 1979 году Аслановой Замине Сардар кызы присвоено звание Героя Социалистического Труда с вручением ордена Ленина и золотой медали «Серп и Молот».
Трижды кавалер ордена Ленина, кавалер ордена Октябрьской революции (1971) и мастер хлопка Азербайджанской ССР (1973).
Активно участвовала в общественно-политической жизни страны. Депутат Верховного Совета Азербайджанской ССР седьмого, восьмого, девятого и десятого созыва. В Верховный Совет республики 8-го созыва избрана от Кюркендского избирательного округа № 303, член Комиссии по здравоохранению и социальному обеспечению. В Верховный Совет Азербайджанской ССР 9-го созыва избрана от Кюркендского избирательного округа № 317, член Комиссии по здравоохранению и социальному обеспечению. Член КПСС с 1962 года. Делегат XXIV, XXVI и XXVII съездов КПСС. Избрана членом ЦРК КПСС XXVI съездом. Делегат XXX съезда КП Азербайджана. Член ЦРК КП республики.
В 2002 году удостоена Персональной стипендии Президента Азербайджанской Республики.
Умерла 23 июня 2019 года.